# Ie Alang Lamkeureumeuh
Ie Alang Lamkeureumeuh is een bestuurslaag in het regentschap Aceh Besar van de provincie Atjeh, Indonesië. Ie Alang Lamkeureumeuh telt 89 inwoners (volkstelling 2010).